# Juan Carlos Gómez
Juan Carlos Gómez (ur. 26 lipca 1973 w Hawanie) – kubański zawodowy bokser, były mistrz WBC w wadze junior ciężkiej.

## Kariera amatorska
Jako amator stoczył 170 walk, z czego wygrał 158. W 1990 roku zdobył mistrzostwo świata juniorów w wadze średniej (do 75 kg).

## Kariera profesjonalna

### Waga junior ciężka
Na zawodowych ringach zadebiutował 20 maja 1995 roku, wygrywając na punkty z Dale Jacksonem. W swoim dwunastym pojedynku stanął do walki o wakujący pas WBC International, pokonując przez techniczny nokaut w dziewiątej rundzie Philippe Michela oraz sześciokrotnie obronił pas, kończąc wszystkie pojedynki przed czasem. 21 lutego 1998 Pokonał Marcelo Fabiána Domíngueza, odbierając mu pas mistrzowski federacji WBC. W swojej pierwszej obronie pokonał przez TKO w szóstej rundzie Guya Watersa, a cztery miesiące później wygrał Aleksiejem Iljinem przez techniczny nokaut w drugiej rundzie. 12 grudnia 1998 również przez techniczny nokaut w drugiej rundzie pokonał Rodneya Gordona, a 13 marca 1999 doszło do pojedynku rewanżowego z Marcelo Fabianem Dominguezem, w którym ponownie zwyciężył Kubańczyk. Po kolejnych trzech skutecznych obronach zmierzył się z byłym mistrzem IBF Imamu Mayfieldem, nokautując go w trzeciej rundzie. 16 grudnia 2000 pokonał przez TKO w dziesiątej rundzie byłego mistrza WBA w wadze średniej oraz super średniej Jorge Fernando Castro. W kolejnym pojedynku pokonał przez TKO w szóstej rundzie byłego mistrza IBF Alfreda Cole. Pas mistrzowski nie był stawką tego pojedynku. W kolejnej obronie 3 listopada 2001 pokonał przez techniczny nokaut w szóstej rundzie Pietro Aurino, po czym zrezygnował z mistrzowskiego pasa i zmienił kategorię wagową na wyższą.
28 listopada 2014 w Moskwie stanął do walki w wadze junior ciężkiej do pojedynku z Rosjanimem Dmitrijem Kudriaszowem. Został znokautowany już w 22 sekundzie pojedynku.

### Waga ciężka
W nowej kategorii wagowej zadebiutował 16 marca 2002, pokonując przez TKO w piątej rundzie Ken Murphy. 13 sierpnia 2004 doznał pierwszej porażki na zawodowych ringach, przegrywając już w pierwszej rundzie z Yanqui Diazem. Po dwóch kolejnych zwycięskich pojedynkach 15 października 2005 pokonał jednogłośną decyzją Olivera McCalla, jednakże w organizmie Gomeza wykryto niedozwolone środki, przez co werdykt walki został zmieniony na no contest. Po trzech zwycięskich walkach 19 października 2007 doszło do pojedynku rewanżowego z Oliverem McCallem, którego pokonał jednogłośną decyzją. W kolejnym pojedynku 27 września 2008 wygrał z Wolodymyrem Wirczisem. Po tej walce stał się oficjalnym pretendentem do pasa WBC w wadze ciężkiej, który był w posiadaniu Witalija Kłyczko. Do ich pojedynku doszło 21 marca 2008, w którym Gomez przegrał przez techniczny nokaut w dziewiątej rundzie, doznając drugiej porażki w karierze. Po stoczeniu pięciu kolejnych zwycięskich walk 24 września, doznał sensacyjnej porażki, ulegając Darnellowi Wilsonowi na punkty w stosunku dwa do remisu. Po dziesięciu rundach sędziowie punktowali 96-94, 96-94 dla Amerykanina oraz 95-95.